# Pleurospermum szechenyii
Pleurospermum szechenyii är en flockblommig växtart som beskrevs av August Kanitz. Pleurospermum szechenyii ingår i släktet piplokor, och familjen flockblommiga växter. Inga underarter finns listade i Catalogue of Life.